# NGC 308

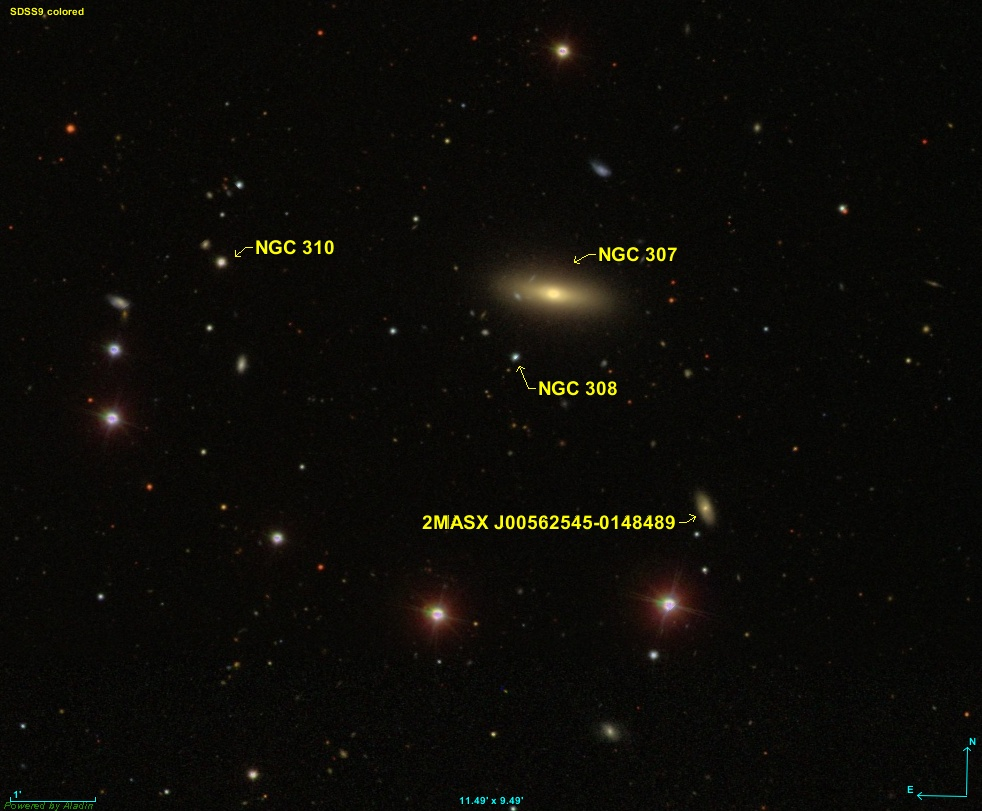
NGC 308

NGC 308 là một ngôi sao nằm trong chòm sao Kình Ngư. Nó chỉ cách NGC 307 55 ". Nó được ghi lại vào ngày 31 tháng 12 năm 1866 bởi Robert Ball.